# إد بوك (لاعب كرة قدم أمريكية)
إد بوك (بالإنجليزية: Ed Bock)‏ هو لاعب كرة قدم أمريكية أمريكي، ولد في 1 سبتمبر 1916 في فورت دودج في الولايات المتحدة، وتوفي في 31 يوليو 2004 في سانت لويس في الولايات المتحدة.